# Лопатни (Черниговская область)
Ло́патни (укр. Лопатні) — село в Репкинском районе Черниговской области Украины. Население[когда?] 250 человек. Занимает площадь 1,15 км².
Код КОАТУУ: 7424456402. Почтовый индекс: 15022. Телефонный код: +380 4641.

## Власть
Орган местного самоуправления — Радульский поселковый совет. Почтовый адрес: 15021, Черниговская обл., Репкинский р-н, пгт Радуль, ул. Черниговская, 1. Тел.: +380 (4641) 4-82-33; факс: 4-82-33.